# Konstantin Teresjtsjenko

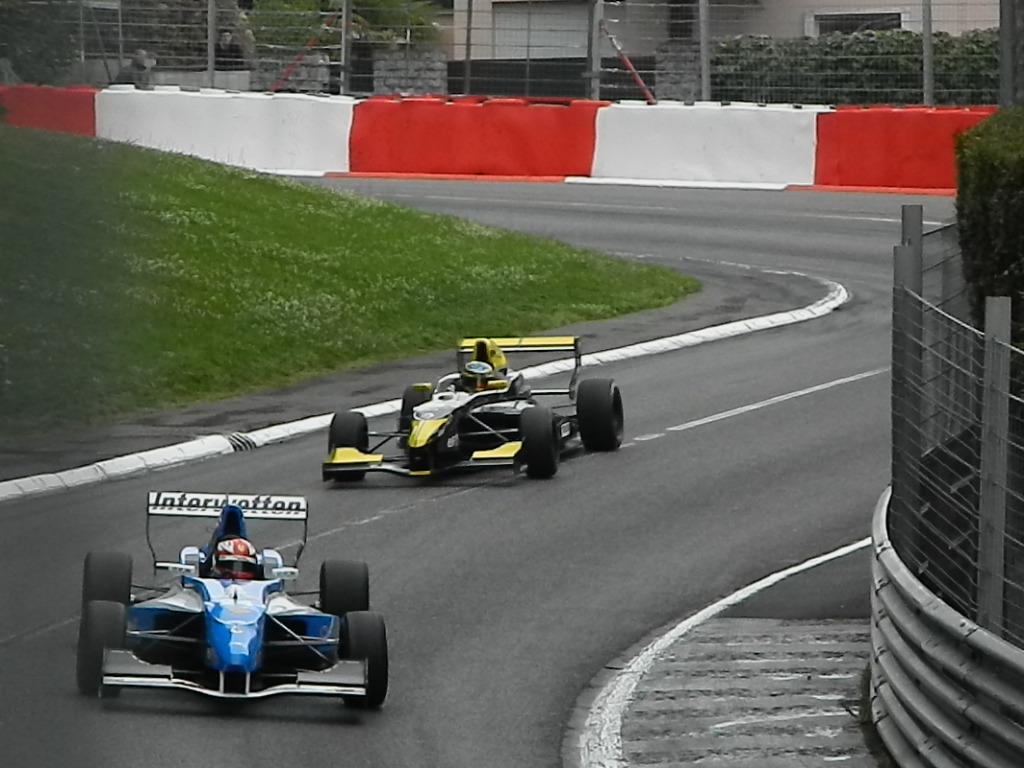
Konstantin Tereshchenko op het Circuit de Pau in 2012.

Konstantin Aleksejevitsj Teresjtsjenko (Russisch: Константин Алексеевич Терещенко) (Moskou, 17 juni 1994) is een Russisch autocoureur.

## Carrière
Teresjtsjenko maakte in 2009 zijn autosportdebuut in het karting, waar hij tot 2011 actief bleef. In 2012 maakte hij de overstap naar het formuleracing, waarbij hij zijn debuut maakte in de Formule Renault 2.0 Alps voor het team Interwetten Racing. Zijn beste resultaat was een veertiende plaats op Spa-Francorchamps, waardoor hij als 32e in het kampioenschap eindigde zonder punten. Tevens reed hij voor Interwetten en EPIC Racing drie raceweekenden in de Eurocup Formule Renault 2.0, waar hij met een 21e plaats op het Circuit de Catalunya als beste resultaat eveneens puntloos bleef.
In 2013 bleef Teresjtsjenko rijden in de Formule Renault Alps voor Interwetten. Hij verbeterde zijn resultaten met vijfde plaatsen op Spa-Francorchamps en het Misano World Circuit Marco Simoncelli als hoogtepunten. Hierdoor eindigde hij als vijftiende in het kampioenschap met 25 punten. Ook nam hij voor Interwetten deel aan de eerste drie raceweekenden van de Eurocup Formule Renault, maar hij bleef hier opnieuw puntloos.
In 2014 maakte Teresjtsjenko zijn Formule 3-debuut in de Euroformula Open voor het team Campos Racing. Op de Hungaroring behaalde hij zijn eerste podiumplaats achter Alex Palou en Artur Janosz en eindigde mede hierdoor als zesde in het kampioenschap met 75 punten. Tevens maakte hij dat jaar zijn debuut in de GP3 Series voor Trident, waar hij samen met de eveneens debutanten John Bryant-Meisner en Luca Ghiotto de reguliere coureurs Roman de Beer en Mitchell Gilbert verving. Tijdens zijn eerste raceweekend op Spa-Francorchamps had hij echter een ongeluk in de vrije training waarbij hij enkele meters door de lucht vloog. Hierdoor mocht hij op doktersadvies niet starten in de races.
In 2015 bleef Teresjtsjenko in de Euroformula Open rijden voor Campos. In het eerste raceweekend op het Circuito Permanente de Jerez behaalde hij zijn eerste overwinning en voegde er op het Circuit Paul Ricard, het Autódromo do Estoril en Silverstone drie aan toe. Met twee overwinningen tijdens het laatste raceweekend op het Circuit de Barcelona-Catalunya werd hij tweede in het kampioenschap met 286 punten, vijf minder dan kampioen Vitor Baptista. Daarnaast keerde hij dat jaar terug in de GP3 bij Campos Racing tijdens zijn thuisrace op het Sochi Autodrom als vervanger van Brandon Maïsano.
In 2016 maakte Teresjtsjenko zijn fulltime debuut in de GP3, waarin hij opnieuw voor Campos uitkwam. Hij kende een moeilijk seizoen, waarin hij alleen in de laatste twee races van het jaar op het Yas Marina Circuit punten wist te scoren. Met een achtste en een zesde plaats op dit circuit behaalde hij acht punten, waardoor hij negentiende werd in de eindstand.
In 2017 maakt Teresjtsjenko de overstap naar de World Series Formule V8 3.5, waarin hij debuteert bij het team Teo Martín Motorsport.